# حسن اقصبی
حسن اقصبی (عربی: حسن أقصبي؛ زادهٔ ۵ دسامبر ۱۹۳۴ – درگذشتهٔ ۹ نوامبر ۲۰۲۴) بازیکن و مربی فوتبال اهل مراکش بود.
از باشگاه‌هایی که وی در آنها بازی کرده‌، می‌توان به باشگاه فوتبال الفتح، باشگاه فوتبال موناکو، باشگاه فوتبال نیم المپیک و باشگاه فوتبال استاد رنس اشاره کرد.
وی همچنین در تیم ملی فوتبال مراکش سابقه بازی دارد.
اقصبی در ۹ نوامبر ۲۰۲۴، در سن ۸۹ سالگی درگذشت.